# 차 퀘티아우
차 퀘티아우(말레이어·인도네시아어: cha kwetiau, 영어: char kway teow 차 퀘이 탸우[*])는 말레이시아, 싱가포르, 브루나이, 인도네시아에서 즐겨먹는 볶음국수 요리이다.

## 이름
말레이시아어·인도네시아어 "차 퀘티아우(char kway teow)"는 "볶은 꾸에띠아우"을 뜻하는 민난어 "차꾸에띠아우(민난어: chhá-kóe-tiâu)"에서 유래했다. 중국어로는 "차오궈탸오(炒粿条, 炒粿條, chǎo guŏtiáo)", 광둥어로는 "차우과이디우(炒貴刁, caau2 gwai3 diu1)"라 부른다.

## 같이 보기
- 곤차우응아우호
- 꾸이띠어우
- 팟 시이우
- 퍼 싸오
- 후띠에우